# レーティッシュ鉄道ABe4/4 51-56形電車

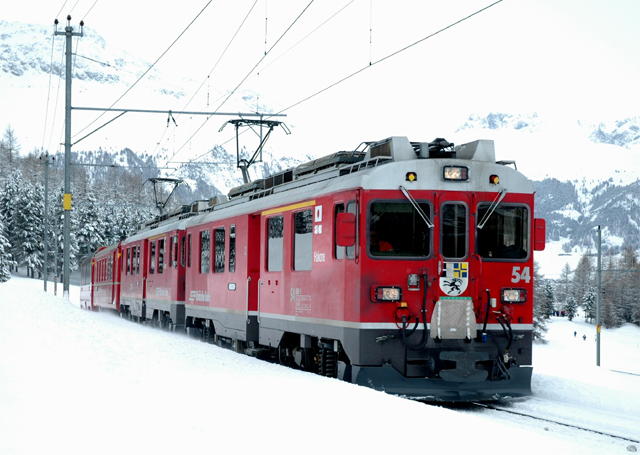
ABe4/4 54号機および53号機の重連。54号機は「Hakone」という愛称をつけられ、運転席の後方に日章旗が貼られている

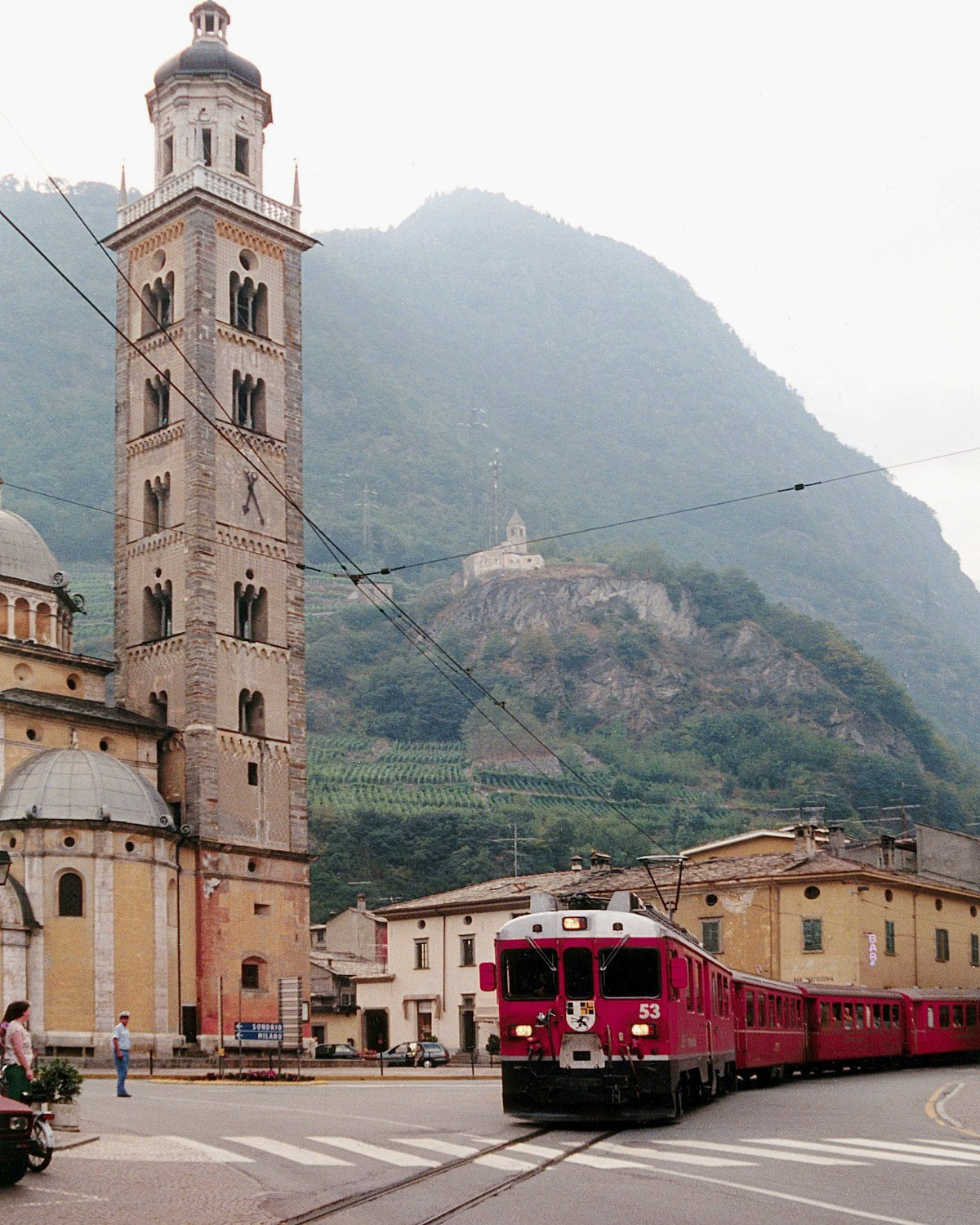
イタリアのティラーノ市内の併用軌道を走行するABe4/4 53号機が牽引する列車

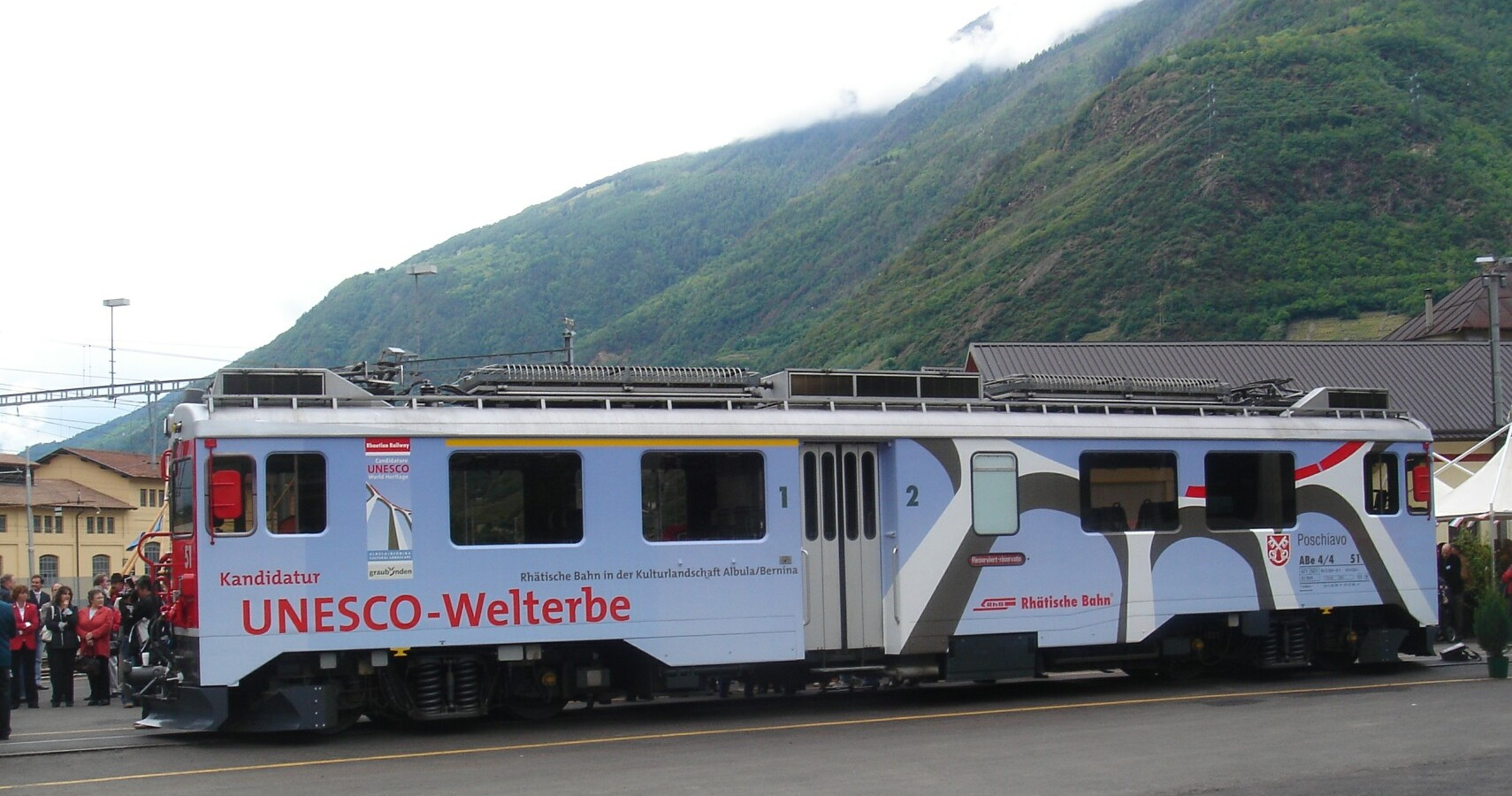
ABe4/4 51号機、ユネスコ世界遺産塗装機

レーティッシュ鉄道ABe4/4 51-56形電車（レーティッシュてつどうABe4/4 51-56がたでんしゃ）は、スイス最大の私鉄であるレーティッシュ鉄道（RhB）のベルニナ線の山岳鉄道用電車である。

## 概要
レーティッシュ鉄道の路線のうち、本線系統と異なるDC1000V電化、最急勾配70パーミルの路線であるベルニナ線は、開業以来専用の機材で運行されており、1980年代になって開業以来使用されてきた電車の代替と、急激な旅客及び貨物輸送量の増加への対応が必要となっていた。本形式はそういった状況の中、1988年と1990年にそれぞれ3両ずつ、51号から56号の計6両が製造された電車で、企画・設計をレーティッシュ鉄道およびABB、車体、機械部分、台車の製造をSWA、電機品、主電動機の製造をABBが担当し、価格は1両約4,300,000スイス・フランである。
本機はBo'Bo'の車軸配置とスイスの営業用車両としては初となるVVVFインバータ制御により、ベルニナ線のGem4/4形ディーゼル・電気両用機関車を上回る最大出力1600kW、最大牽引力178kNを発揮する強力機で、最大勾配70パーミルのベルニナ線で95t列車を牽引可能な性能を持つ。また、それぞれの機体番号と製造年、機体名（主に沿線の街の名称）は下記のとおりであるが、姉妹鉄道である小田急箱根の1000形「ベルニナ号」および2000形「サン・モリッツ号」に対して、こちらでも54号機が「Hakone」（箱根）と名づけられ、日章旗をつけている。
- 51 - 1988年4月11日 - Poschiavo
- 52 - 1988年7月4日 - Brusio
- 53 - 1988年9月5日 - Tirano
- 54 - 1990年7月11日 - Hakone
- 55 - 1990年8月1日 - Davolezza
- 56 - 1990年9月1日 - Corviglia

## 仕様

### 車体
- 車体は両運転台式のアルミ製で正面は貫通扉付の3面折妻、側面は窓扉配置112D1211で、床下にはスカートが付き、車体側面が運転室の最前部の窓部分からわずかに絞られた形状となっている。客室はいずれも禁煙室で、車体中央の幅930mmの4枚折戸の客扉があるデッキ部分をはさんで前位側（ティラーノ側）が1等室、後位側（サンモリッツ側）が2等室でデッキには長さ1574mmの大型トイレが設置されている。
- デッキ部の床面はレール面上1000mmで、ホームからは高さ275mmのステップ2段を経由して乗車するほか、客室の床面がレール面上1120mmとなっており、デッキからはスロープを経由して入室する。
- 1等室は1+2列の3人掛け、シートピッチ2031mmの大型ヘッドレスト付、2等室は2+2列の4人掛け、シートピッチ1795mmのいずれも固定式クロスシートであり、デッキ部にも補助椅子が1名分用意されている。また、客室窓は幅1400mm、高さ950mmの大型の下降窓となっている。
- 運転室は長さ1700mmで、スイスやドイツで一般的な円形のハンドル式のマスターコントローラーが設置されているほか、運転室後部は機械室が2箇所[4]設置されている。また、運転室横の窓は下降式、その前部の窓は固定式で電動式のバックミラーが設置されている。
- 正面は貫通扉付の3枚窓のスタイルで、貫通扉上部と下部左右の3箇所に角型の前照灯・尾灯のユニットが設置されている。連結器は車体取付のねじ式連結器で緩衝器が中央、フック・リングがその左右にあるタイプである。また、車体の前面下部および台車先頭部のそれぞれに大型のスノープラウが設置されており、カーブの区間でも確実に除雪ができるようになっている。
- 塗装
  - 車体塗装は赤をベースに車体裾部がダークグレーで赤色との境界部分に銀帯が入り、側面の運転室窓と2等室窓の間に機体名とエンブレムが、1等室窓下にはレーティッシュ鉄道のロゴが、2等室窓下に機番がつき、正面貫通扉にはグラウビュンデン州のエンブレムがつく。また、屋根および屋根上機器が銀色、床下機器と台車はダークグレーである。
  - 2009年より一部標記類の変更がなされており、機体名とエンブレムが側面右側の運転室窓と客室窓の間に設置されるようになり、レーティッシュ鉄道のロゴが側面下部の左側へ、機番が小形化されて側面下部右側へ入るようになっている。
  - レーティッシュ鉄道ではアルブラ線とベルニナ線とその沿線風景が2008年に「レーティッシュ鉄道アルブラ線・ベルニナ線と周辺の景観」として世界遺産登録されているが、その登録活動及び登録のアピールのため、Ge4/4形III形650号機とともにABe4/4 51-56形でも51号機が2007年5月5日から水色をベースにラントヴァッサー橋をデザインした広告塗装機となっている。このほか、2010年には52号機がベルニナ線開業100周年を記念した、紺色をベースにベルニナ線の名所であるブルージオのオープンループ線をデザインした塗装に、53および54号機が広告塗装機となっている。
  - 1等室の内装は妻壁面および側壁面の窓下部が焦茶の木目模様、その他の側壁面がベージュ、天井が白の化粧板で、床が柄入の濃紺色の床材、座席は焦茶の縦ストライプ入りのモケットに白のヘッドレストカバー、2等室の内装は妻および側面壁がベージュ、天井が白の化粧板で、床が柄入の濃紺色の床材、座席は明るい茶色の細かい縦ストライプ入りのモケットに茶色のビニールのヘッドレストである。また、運転室の内装は若草色でまとめられている。

### 走行機器
- 70パーミルの急勾配のほか、2000mを超える区間の厳冬期における雪氷および強風、-40から+30℃の広い温度範囲での走行を考慮した設計となっている。
- 制御方式はGTOサイリスタを使用したVVVFインバータ制御で、GTOユニットはアルミ製の筐体にセットされた油冷式である。また、電気ブレーキ時には回生ブレーキと発電ブレーキを併用する方式を採用しており、発電ブレーキはブレーキチョッパにより制御され、屋根上に搭載したブレーキ抵抗器でブレーキ力を発生させる。1台のインバータで台車ごとの2台の主電動機を制御する方式としており、装置も一体化された2台のユニットが床下のそれぞれの台車脇に設置されるが、同様に2組装備される高速度遮断器については屋根上中央部に設置されている。また、冷却用のオイルポンプとオイルクーラーを装備しており、冷却風は屋根上中央部の吸気口から吸入する
- ブレーキ装置は主制御器による回生・発電ブレーキのほか空気ブレーキ、台車中央下部の電磁吸着ブレーキ、手ブレーキのほか、客車などの列車用に真空ブレーキ装置を装備する。
- 主電動機は最大出力400kW、1時間定格出力254kWのABB製Typ EAB 2051かご形三相誘導電動機 を4台搭載し、最大牽引力178kN、1時間定格牽引力108kNの性能を発揮する。冷却は自己通風式であるが、冷却風は屋根上集電装置横の設置した吸気口から吸入する。
- 台車は軸距2300mm、車輪径920mmのボルスタレス式台車で枕ばね、軸ばねともにコイルばねである。主電動機は台車枠に装荷され、そこから2段で減速された後、大歯車と車軸に装備された中空軸の間およびその中空軸と動軸の間に設置されたリンクによる駆動装置で動輪に伝達される方式で、駆動装置形式はTyp GM 260 SO/1029、減速比は1:10.287である。また、台車には砂箱が設置されている。
- 車両制御システムとして、スイス連邦鉄道（スイス国鉄）のRe450形と同じABB製のMICAS-Sを搭載し、車両内の各機器を統合している。
- そのほか、パンタグラフはABB製のTyp ESG 61-2500シングルアーム式を2台、補助電源装置は三相380V出力のABB製Typ BUR 10D-50B、いずれも3相交流駆動のType TB 2ロータリー式電動空気圧縮機[5]およびType CLFEH 141V電動真空ポンプ[6]などを装備する。
- 同じベルニナ線のABe4/4 41-49形電車、Gem4/4形ディーゼル・電気両用機関車およびXrotet 9218-9219形ロータリー除雪車との重連総括制御が可能である。

### 改造
- 2013年7月の52号機から順次更新改造が実施されている。これは本形式の代替が予定されている2024年までの今後10年程度の使用を見越して2016年までの計画でポスキアーヴォ工場で実施されているものであり、2014年5月に53号機と54号機の改造が終了している。主な内容は以下のとおりとなっている。
  - トイレを新しい真空式トイレに変更
  - ABe8/12 3501-3515形のものと同等のRailvoxと呼ばれる旅客情報システムを搭載するとともに、車外行先表示器を更新し、車内案内表示器を設置
  - リクエストストップボタン、乗降扉の非常解放ハンドル、各種車内表示の更新
  - 1等室の荷棚に読書灯を新設
  - 1等室、2等室ともに壁面テーブルを大型のものに交換
  - 2等室座席のモケットを変更
  - 客室と乗降デッキ間の仕切扉を窓無しのものから窓付きのものに交換
  - 運転台機器および配置の一部変更
  - ウインドワイパーとウインドウォッシャーの更新
  - 扉のロックと監視機能の追加を含む乗降扉操作回路の更新
  - 主制御装置の電子機器の改良
  - 列車無線装置の更新
  - 駐機ブレーキの更新
  - 上記のほか、R3と呼ばれる定期修繕工事の実施

### 主要諸元
- 軌間：1000mm
- 電気方式：DC1000V架空線式
- 最大寸法：全長16886mm、全幅2650mm、全高3850mm（パンタグラフ折畳時）
- 軸配置：Bo'Bo'
- 軸距：2300mm
- 台車中心間距離：10706mm
- 自重：47.0t（満車時51.5t）
- 定員：60名（1等室座席12名、2等室座席16名、補助席1名、立席31名）
- 走行装置
  - 主制御装置：GTOサイリスタ使用のVVVFインバータ制御
  - 主電動機：Type EAB 2051かご形三相誘導電動機×4台（1時間定格[7]出力：254kW、最大[8]出力：425kW、寸法505×505×778mm）
  - 減速比：10.2871
- 牽引力：108kN（1時間定格、於34km/h）、178kN（最大）
- 最高速度：65km/h
- ブレーキ装置：回生・発電併用ブレーキ、空気ブレーキ、手ブレーキ、真空ブレーキ（列車用）

## 運行
- レーティッシュ鉄道のDC1000V区間であるベルニナ線のサンモリッツからイタリアのティラーノ間で使用されているが、この線は全長60.69km、最急勾配70パーミル、最急曲線半径45m、最高高度2253m、高度差1824mの山岳路線である。
- 旅客列車では単機または重連で最大8両程度の軽量客車を牽引しており、ベルニナ急行にも使用される。
- 貨物列車や混合列車の牽引にも単機または重連で使用される。
- ベルニナ線は豪雪地帯を通る路線であるため、冬季には通常の旅客列車などにもXk 9141-9147形ラッセルヘッドを連結して運行されるほか、Gem4/4形電気・ディーゼル両用機関車に代わってXrotrt 9218-9219形ロータリー除雪車の推進にも使用される場合がある。
- 本機は現在では主に重連で運用されており、ベルニナを含むベルニナ線の旅客列車牽引を中心とした運用が設定されているが、ベルニナ線の冬季の気象条件の厳しさと観光客数の変動のために夏季と冬季で運用は大きく異なっている。例として2009-10年冬ダイヤ平日と2010年夏ダイヤ平日における運用を下表に示す。

| 運用 | 出庫           | 運行概要 | 入庫           |
| ---- | -------------- | --- | -------------- |
| 751  | ポントレジーナ | ポントレジーナ - サンモリッツ - ティラーノ - サンモリッツ - ティラーノ - ポントレジーナ - サンモリッツ - ポスキアーヴォ (751運用と752運用の重連)     | ポスキアーヴォ |
| 752  | ポントレジーナ | ポントレジーナ - サンモリッツ - ティラーノ - サンモリッツ - ティラーノ - ポントレジーナ - サンモリッツ - ポスキアーヴォ (751運用と752運用の重連)     | ポスキアーヴォ |
| 753  | ポスキアーヴォ | ポスキアーヴォ - サンモリッツ - ポスキアーヴォ - サンモリッツ - ティラーノ - ポントレジーナ - サンモリッツ - ポントレジーナ (753運用と754運用の重連) | ポントレジーナ |
| 754  | ポスキアーヴォ | ポスキアーヴォ - サンモリッツ - ポスキアーヴォ - サンモリッツ - ティラーノ - ポントレジーナ - サンモリッツ - ポントレジーナ (753運用と754運用の重連) | ポントレジーナ |
| 760  | ポスキアーヴォ | ポスキアーヴォ - ポントレジーナ - サンモリッツ - ティラーノ - サンモリッツ - ティラーノ - ポスキアーヴォ - ポントレジーナ                            | ポントレジーナ |
| 761  | ポントレジーナ | 予備 | ポントレジーナ |
| 762  | ポスキアーヴォ | 予備 | ポスキアーヴォ |
| 763  | ポントレジーナ | ポントレジーナ - ティラーノ - ポントレジーナ (763運用と764運用の重連)                                                                                | ポントレジーナ |
| 764  | ポントレジーナ | ポントレジーナ - ティラーノ - ポントレジーナ (763運用と764運用の重連)                                                                                | ポントレジーナ |

1. ↑  2009年12月13日から2010年5月4日まで
2. ↑  760-764運用はABe4/4 41-49形との共通運用となっており、ABe4/4 41-49形は9機中755-759運用の5運用および共通運用の760-764運用で運用される

| 運用 | 出庫           | 運行概要 | 入庫           |
| ---- | -------------- | --- | -------------- |
| 711  | ポントレジーナ | ポントレジーナ - ティラーノ - サンモリッツ - ティラーノ - ポスキアーヴォ (711運用と712運用の重連)                                                           | ポスキアーヴォ |
| 712  | ポントレジーナ | ポントレジーナ - ティラーノ - サンモリッツ - ティラーノ - ポスキアーヴォ (711運用と712運用の重連)                                                           | ポスキアーヴォ |
| 713  | ポスキアーヴォ | ポスキアーヴォ - ティラーノ - サンモリッツ - ティラーノ - ポスキアーヴォ (713運用と714運用の重連)                                                           | ポスキアーヴォ |
| 714  | ポスキアーヴォ | ポスキアーヴォ - ティラーノ - サンモリッツ - ティラーノ - ポスキアーヴォ (713運用と714運用の重連)                                                           | ポスキアーヴォ |
| 715  | ポスキアーヴォ | ポスキアーヴォ - ティラーノ - サンモリッツ - ティラーノ - ポントレジーナ -(貨物列車)- カンポコローニョ -(貨物列車)- ポントレジーナ (715運用と716運用の重連) | ポントレジーナ |
| 716  | ポスキアーヴォ | ポスキアーヴォ - ティラーノ - サンモリッツ - ティラーノ - ポントレジーナ -(貨物列車)- カンポコローニョ -(貨物列車)- ポントレジーナ (715運用と716運用の重連) | ポントレジーナ |

1. ↑  2010年5月13日から10月24日まで
2. ↑  6機で6運用のため予備機はなく、検査時等はABe4/4 41-49形もしくはGem4/4形が充当される

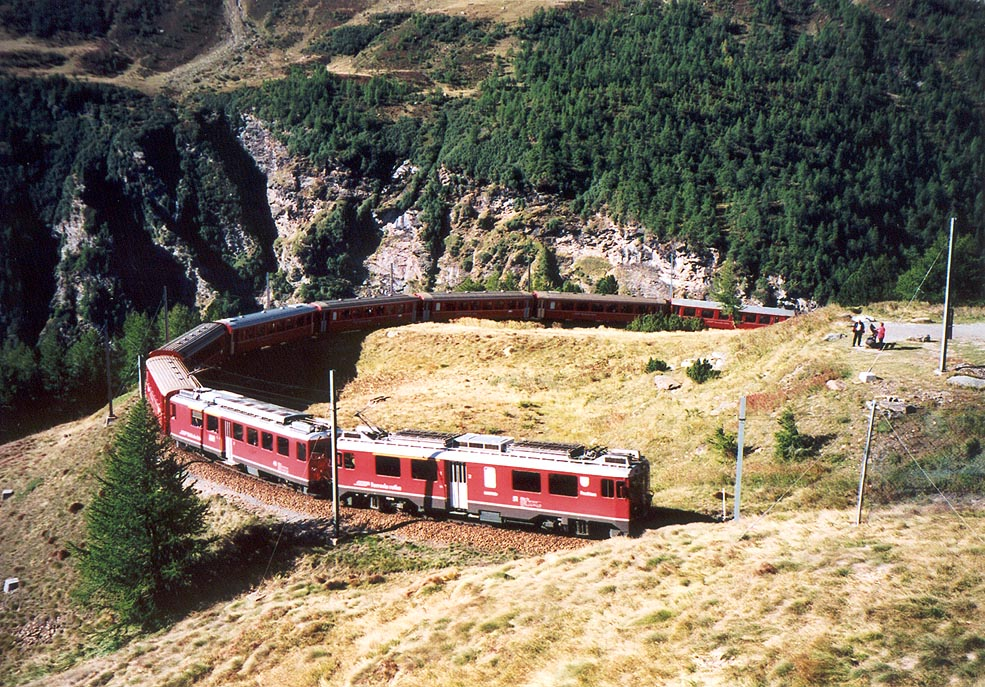
アルプ・グリュム駅へ進入するABe4/4 51-56形とABe4/4 41-49形の重連が牽引する列車、2003年
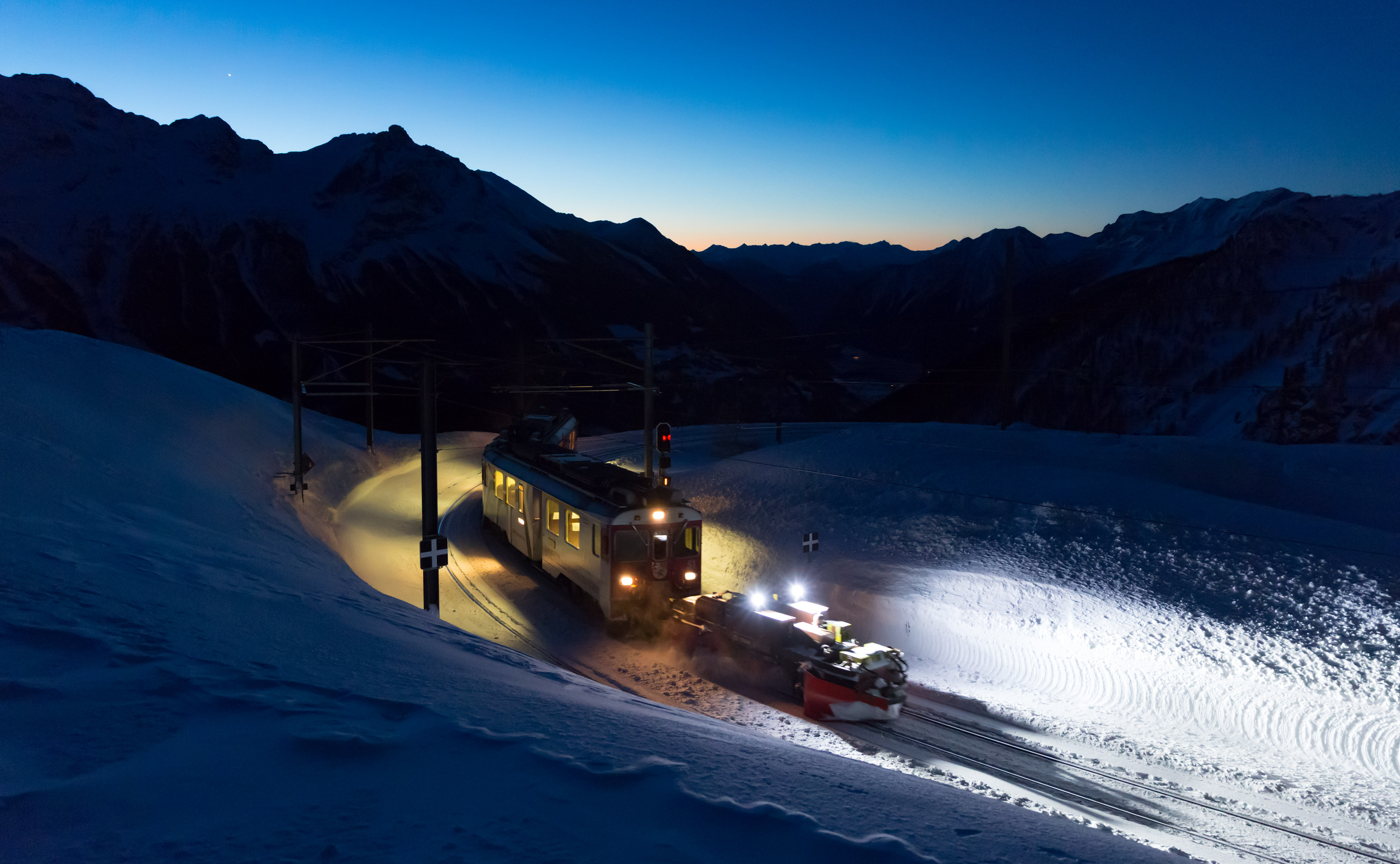
ABe4/4 51-56形の重連の列車の先頭にXk 9141-9147形ラッセルヘッドを連結して運行される冬季の列車、アルプ・グリュム駅付近、2014年
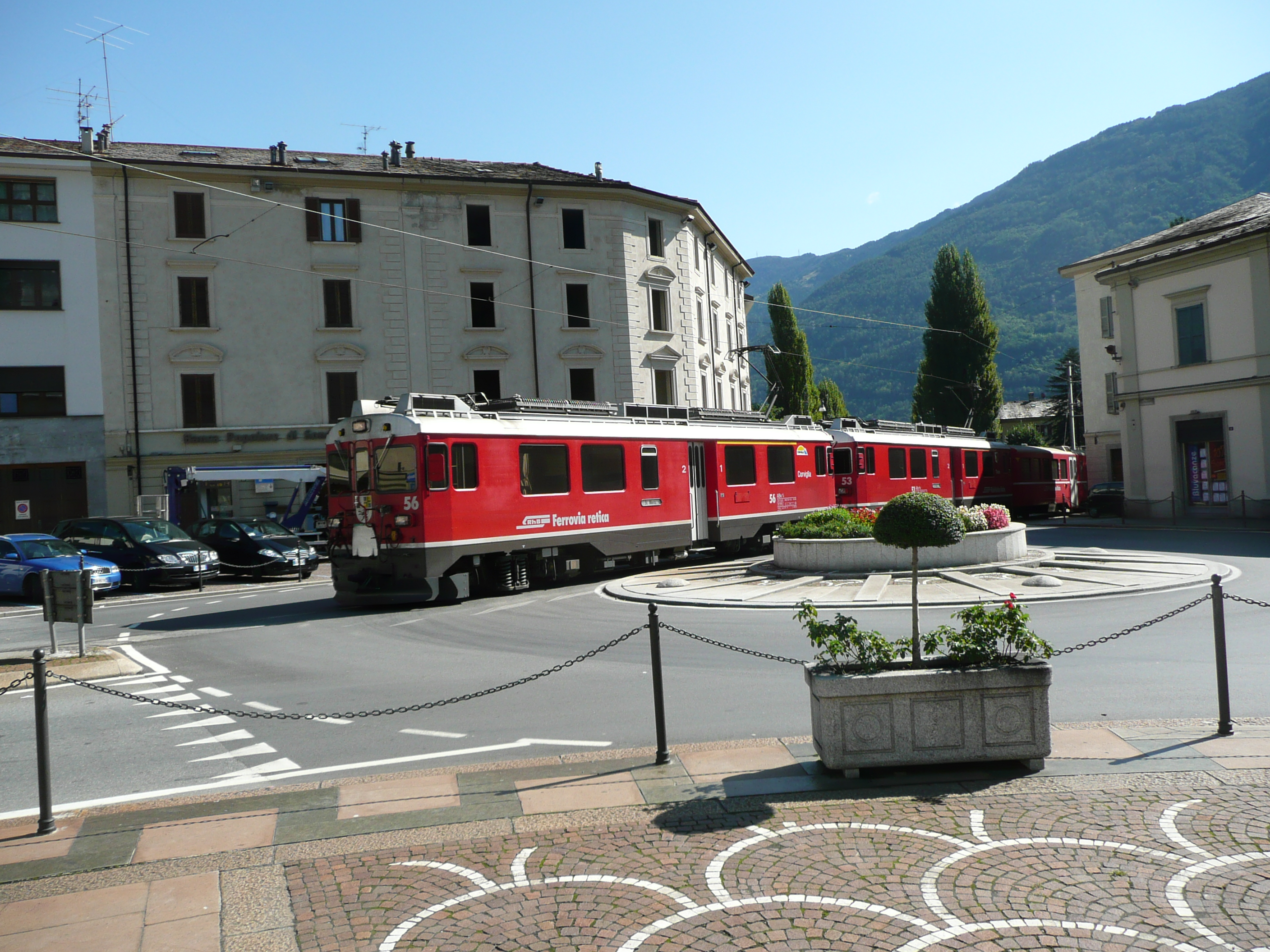
ティラーノ市内の併用軌道区間を進行するABe4/4 51-56形重連が牽引する列車
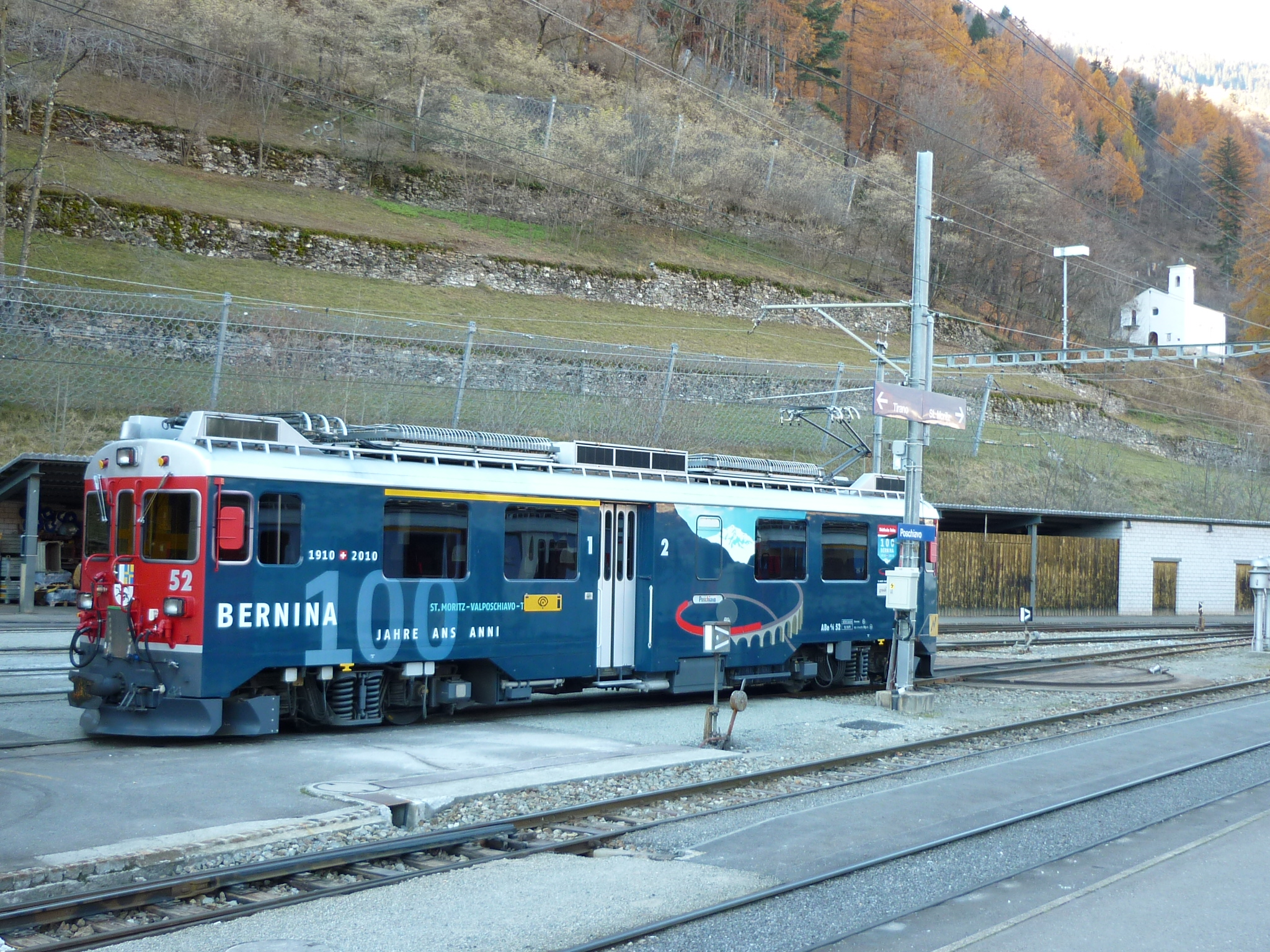
ベルニナ線開業100周年記念塗装のABe4/4 52号機、ポスキアーヴォ駅、2011年
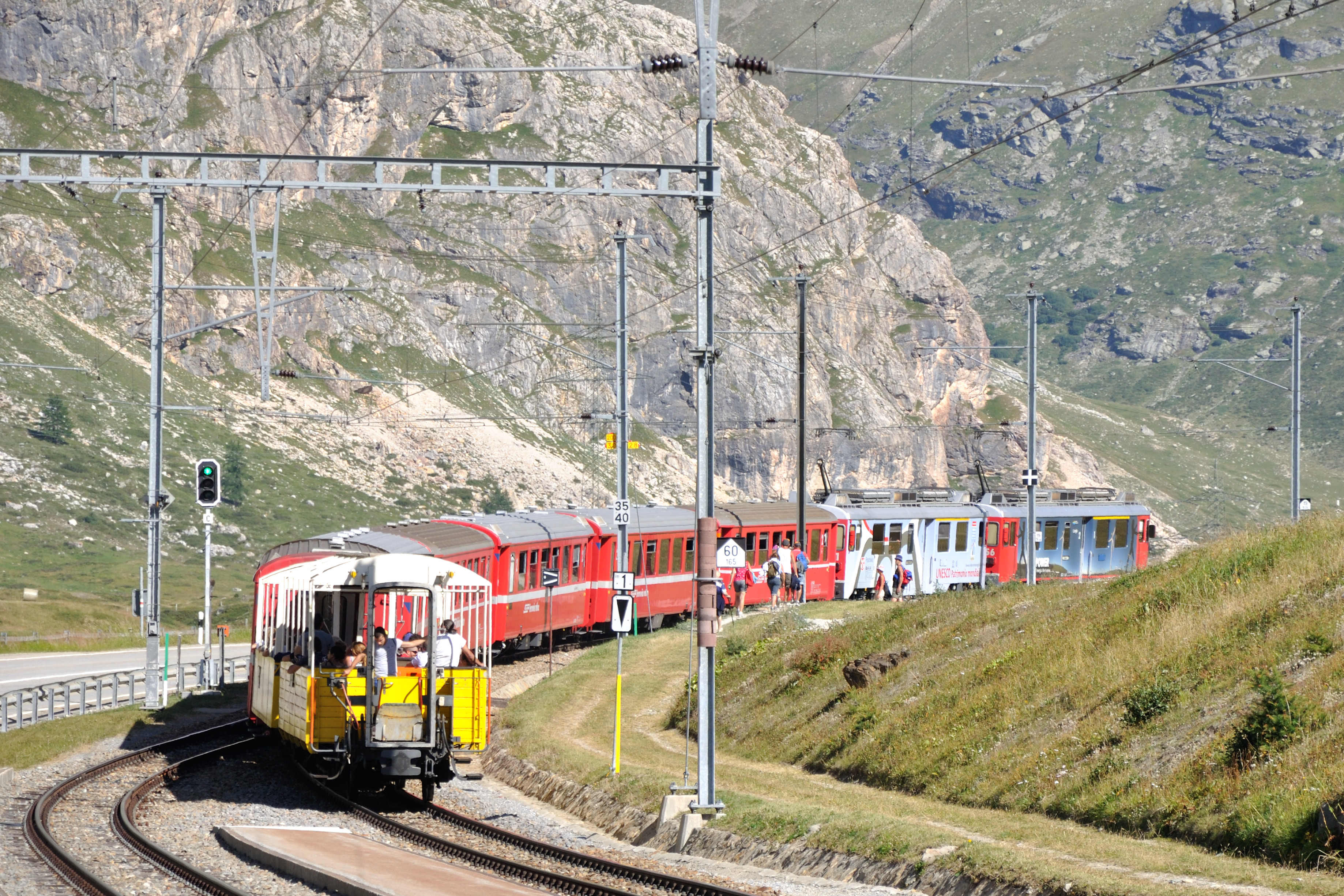
ABe4/4 51-56形重連と客車のほかにオープン客車を連結した列車、2012年
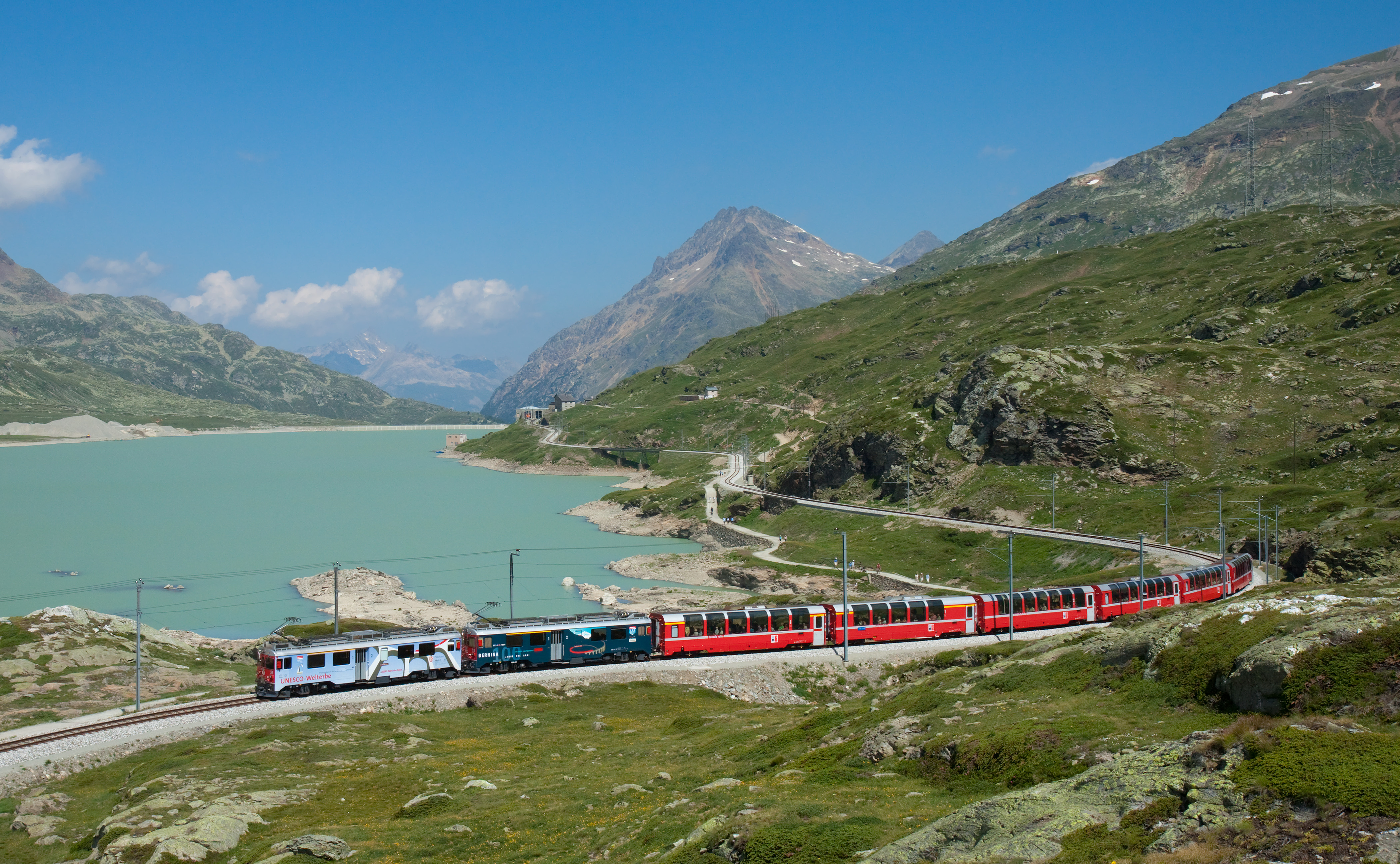
ユネスコ世界遺産登録記念塗装の51号機とベルニナ線開業100周年記念塗装の52号機の重連が牽引するベルニナ急行、氷河湖であるラーゴ・ビアンコの湖畔、2010年
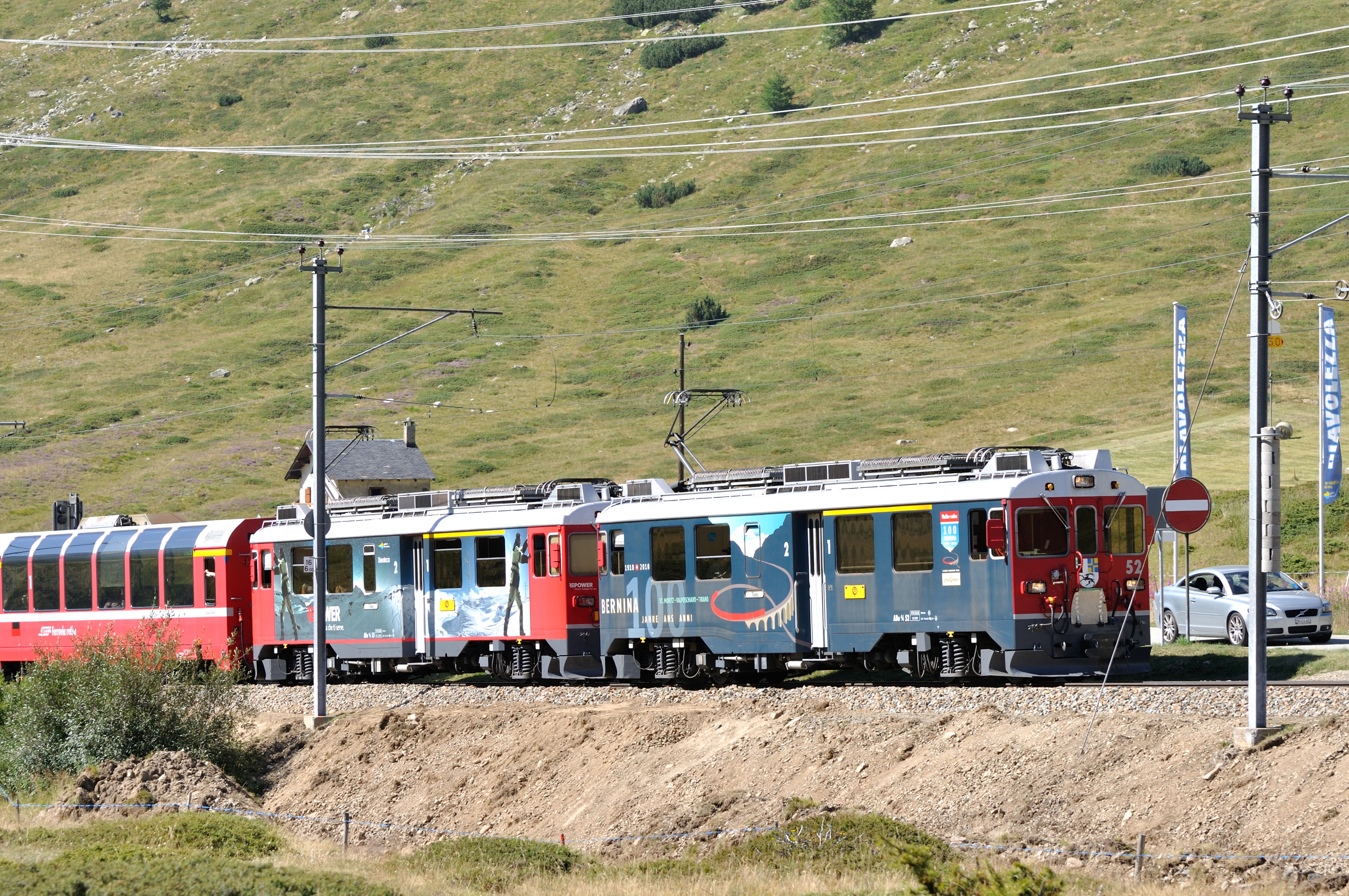
ベルニナ線開業100周年記念塗装の52号機と、ベルニナ線沿線のポスキアーヴォに本社を置くエネルギー会社であるRepower[9]の広告塗装機である55号機の重連が牽引するベルニナ急行、氷河湖であるラーゴ・ビアンコの湖畔、2012年